# 高取駅
高取駅（たかとりえき）は、広島県広島市安佐南区高取北一丁目にある広島高速交通広島新交通1号線（アストラムライン）の駅である。

## 歴史
- 1994年（平成6年）8月20日：開業[1][2]。
- 1999年（平成11年）3月20日：ダイヤ改正で急行列車が新設されたが、当駅は通過駅となる[1]。
- 2001年（平成13年）：業務委託駅となる[3]。
- 2004年（平成16年）3月20日：ダイヤ改正で急行列車が廃止され、5年ぶりに全ての列車が停車するようになる[1]。
- 2009年（平成21年）8月8日：PASPY導入[1]。
- 2015年（平成27年）：構内放送とホームの発車標を新白島駅と同等の物に更新。

## 駅構造
島式ホーム1面2線の高架駅。ホームから1フロアー降りたところに券売機・改札がある。ステーションカラーは■桃色。

### のりば
| のりば | 路線              | 方向 | 行先           |
| ------ | ----------------- | ---- | -------------- |
| 1      | ■アストラムライン | 下り | 広域公園前方面 |
| 2      | ■アストラムライン | 上り | 本通方面       |

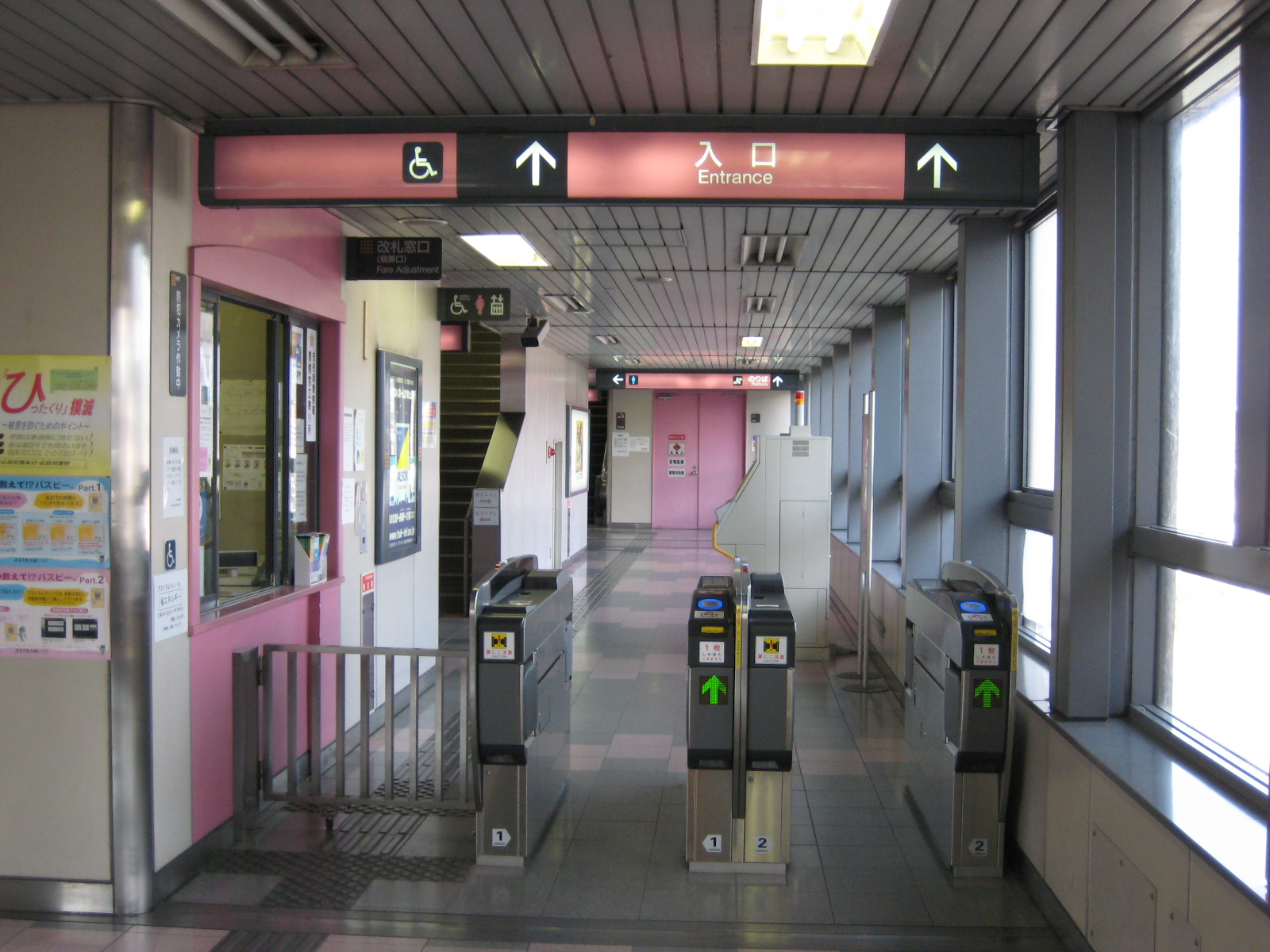
改札口（2009年8月）
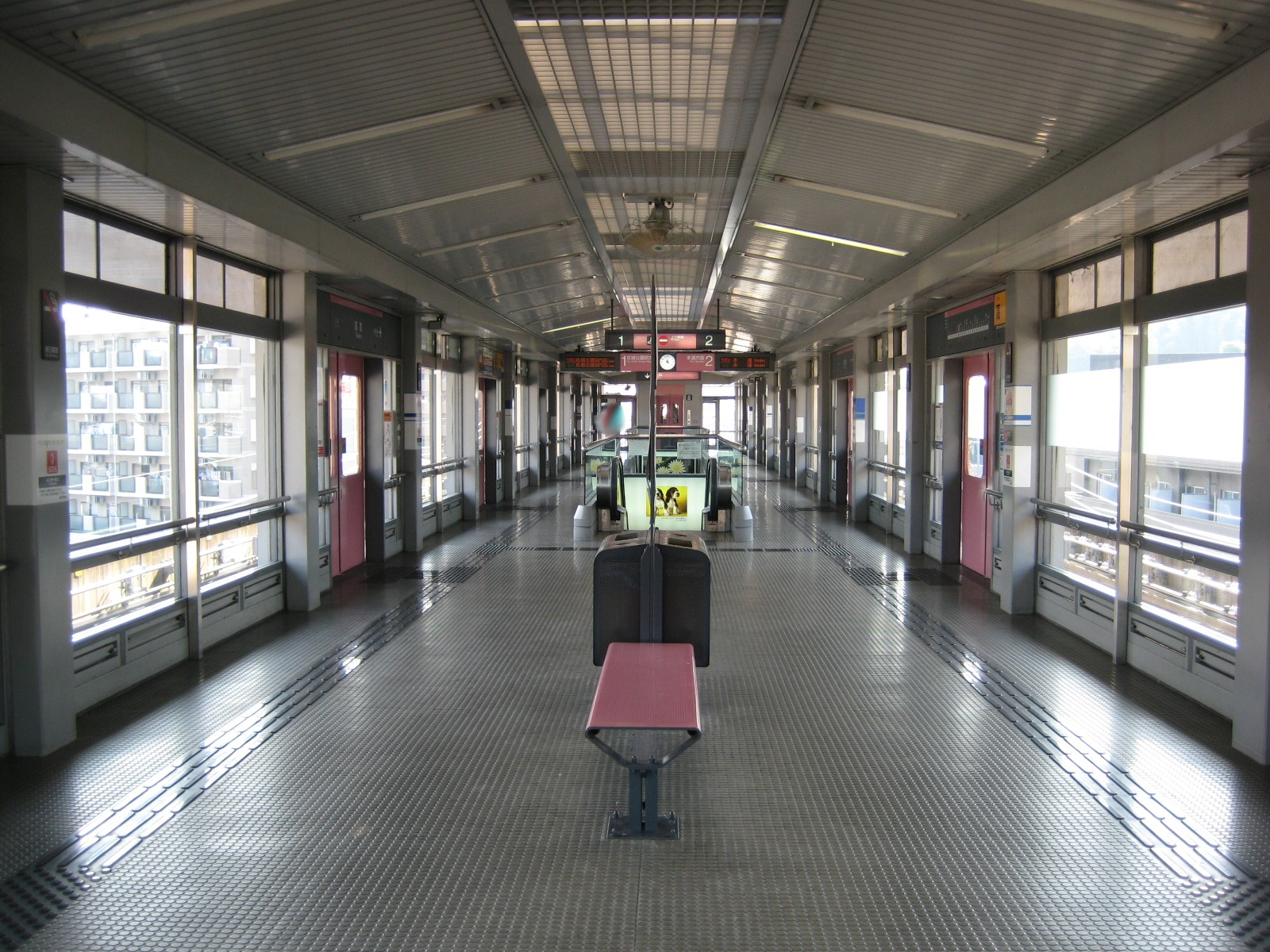
ホーム（2009年8月）

## 利用状況
以下の情報は、広島市統計書に基づいたデータである。アストラムラインでは「1年毎乗車総数」と「1年毎降車総数」の情報を公開している。1日平均乗車人員データは、年度毎の乗車総数を365（閏年は366）で割った値を小数点2位を丸めて小数点1位の値にした物である。アストラムラインのデータは1,000で丸めて提供されているので、1年毎ではプラスマイナス500の誤差があり、1日当たりでは1.4人程度の誤差が発生する。
| 年度               | 1日平均 乗車人員 | 1年毎 乗車総数 | 1年毎 降車総数 |
| ------------------ | ---------------- | -------------- | -------------- |
| 1995年（平成07年） | 1,158.5          | 424,000        | 372,000        |
| 1996年（平成08年） | 1,315.1          | 480,000        | 421,000        |
| 1997年（平成09年） | 1,364.4          | 498,000        | 429,000        |
| 1998年（平成10年） | 1,342.5          | 490,000        | 427,000        |
| 1999年（平成11年） | 1,390.7          | 509,000        | 445,000        |
| 2000年（平成12年） | 1,413.7          | 516,000        | 454,000        |
| 2001年（平成13年） | 1,424.7          | 520,000        | 464,000        |
| 2002年（平成14年） | 1,441.1          | 526,000        | 475,000        |
| 2003年（平成15年） | 1,502.7          | 550,000        | 511,000        |
| 2004年（平成16年） | 1,495.9          | 546,000        | 504,000        |
| 2005年（平成17年） | 1,490.4          | 544,000        | 499,000        |
| 2006年（平成18年） | 1,495.9          | 546,000        | 499,000        |
| 2007年（平成19年） | 1,521.9          | 557,000        | 508,000        |
| 2008年（平成20年） | 1,517.8          | 554,000        | 512,000        |
| 2009年（平成21年） | 1,446.6          | 528,000        | 487,000        |
| 2010年（平成22年） | 1,419.2          | 518,000        | 480,000        |
| 2011年（平成23年） | 1,415.3          | 518,000        | 478,000        |
| 2012年（平成24年） | 1,430.1          | 522,000        | 487,000        |
| 2013年（平成25年） | 1,413.7          | 516,000        | 485,000        |
| 2014年（平成26年） | 1,413.7          | 516,000        | 481,000        |
| 2015年（平成27年） | 1,472.7          | 539,000        | 509,000        |
| 2016年（平成28年） | 1,506.8          | 550,000        | 520,000        |
| 2017年（平成29年） | 1,493.2          | 545,000        | 518,000        |
| 2018年（平成30年） | 1,515.1          | 553,000        | 521,000        |
| 2019年（令和元年） | 1,475.4          | 540,000        | 508,000        |
| 2020年（令和02年） | 1,142.5          | 417,000        | 399,000        |
| 2021年（令和03年） | 1,139.7          | 416,000        | 402,000        |
| 2022年（令和04年） | 1,238.4          | 452,000        | 437,000        |

## 駅周辺
- ゆめタウン安古市
- マックスバリュ高取店
- やまや高取店
- 広島市立安北小学校
- 広島市立高取北中学校
- 広島高取郵便局
- もみじ銀行安中央出張所
- 鴎州塾高取校

## バス路線
高取駅バス停に広電バスとフォーブルの路線バスが停車する。
- 広電バス[5]
  - 70：沼田高校方面 / 上安駅方面
- フォーブル[6]
  - 高取団地線：高取団地方面 / 上安駅方面
  - 瀬戸内ハイツ線：長楽寺駅・ふじが丘団地・瀬戸内ハイツ方面 / 上安駅方面

## 隣の駅
広島高速交通
■広島新交通1号線（アストラムライン）
上安駅 - 高取駅 - 長楽寺駅